# کارنوسوریا
کارنوسوریا (نام علمی: Carnosauria) (به معنی سوسمارهای گوشتی)، یک فروراسته از دایناسورهای گوشت‌خوار ددپا می‌باشند که میان بازه‌های زمانی ژوراسیک میانه تا کرتاسه پسین و از حدود ۱۷۵٫۶ تا ۸۸ میلیون سال پیش می‌زیستند.
کارنوسوریا از برجسته‌ترین درندگان زمان خود بودند و برخی از آن‌ها مانند جیگانوتوسور از بزرگ‌ترین گوشت‌خواران خشکی‌زی تاریخ محسوب می‌شوند. گوشت‌خزندگان دارای آرواره‌های بزرگ با تعداد زیادی دندان چاقو مانند همراه با دستانی نیرومند دارای سه پنجه قلاب‌مانند بودند و نسبت به ددپایان پیشین مغز پیشرفته‌تری داشتند.

## درخت تبارزایی
|  | دیگرخزندگان                                                    |
|  |                                                                |
|  | \| \| تیزدندان‌خزندگان \| \| \| \| \| \| نوشکارچیان \| \| \| \| |
|  |                                                                |
|  | تیزدندان‌خزندگان                                                |
|  |                                                                |
|  | نوشکارچیان                                                     |
|  |                                                                |

|  | تیزدندان‌خزندگان |
|  |                 |
|  | نوشکارچیان      |
|  |                 |

|  | دیگرخزندگان                                                    |
|  |                                                                |
|  | \| \| تیزدندان‌خزندگان \| \| \| \| \| \| نوشکارچیان \| \| \| \| |
|  |                                                                |
|  | تیزدندان‌خزندگان                                                |
|  |                                                                |
|  | نوشکارچیان                                                     |
|  |                                                                |

|  | تیزدندان‌خزندگان |
|  |                 |
|  | نوشکارچیان      |
|  |                 |